# J. J. Allanstraat
J J Allanstraat is een buurtschap en buurtwijk in de gemeente Zaanstad, in de Nederlandse provincie Noord-Holland. J J Allanstraat, ook wel geschreven als JJ Allanstraat en J.J. Allanstraat, is een van de vier oorspronkelijke buurtschappen die het lintdorp Westzaan vormen. Het is gelegen tussen Kerkbuurt en Zuideinde.
De oorspronkelijke naam van de buurtschap is Krabbebuurt (ook wel geschreven en uitgesproken als de Krabbelbuur(t)). De huidige naam is afkomstig van Johannes Jacobus Allan (1862-1933), die in 1915 een autobusdienst begon van Westzaan naar Koog aan de Zaan, een primeur in Nederland. De straatnaam werd als eerste aangepast. Even later werd het ook de benaming voor de buurtschap. Sinds het einde van de 20e eeuw wordt er met J J Allanstraat niet alleen de buurtschap bedoeld maar ook de buurtwijk J J Allanstraat die naast de buurtschap het Zuideinde en soms ook Westzaner-Overtoom beslaat. In 2007 had de buurtschap 650 inwoners. Net als in Kerkbuurt en Zuideinde zijn er veel monumentale panden te vinden in J J Allanstraat.

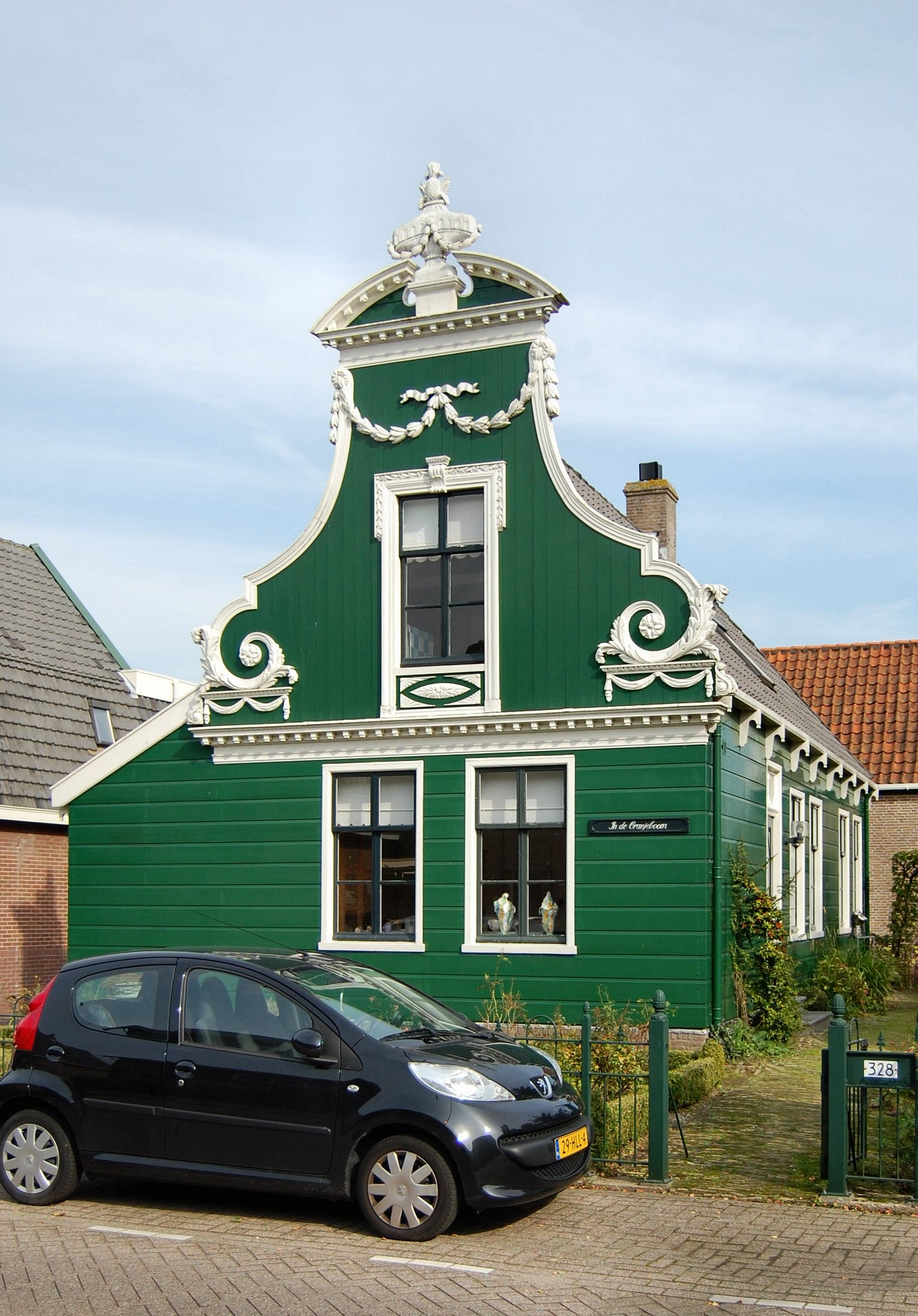
Een van de vele monumentale panden in J J Allanstraat

Noord-Holland: Steden en dorpen in Noord-Holland      Nederland: Provincies · Gemeenten